# فرانچیشک شیمچیک
فرانچیشک شیمچیک (لهستانی: Franciszek Szymczyk; ۲۱ فوریهٔ ۱۸۹۲ – ۵ نوامبر ۱۹۷۶) دوچرخه‌سوار اهل لهستان بود.
وی در مسابقات کشوری و بین‌المللی در مجموع برندهٔ ۱ مدال نقره شده‌است.